# Léonidas Ier de Sparte
« Léonidas » redirige ici. Pour les autres significations, voir Léonidas (homonymie).
Léonidas Ier (en grec ancien : Λεωνίδας / Leônidas), né vers 540 et mort en 480 av. J.-C., est le roi agiade de Sparte de 489 à 480. Il est resté célèbre pour son opposition héroïque face aux Persans lors de la bataille des Thermopyles, durant laquelle il trouve la mort.

## Biographie

### Accès au pouvoir
Leonidas est le troisième fils du roi Anaxandridas II ; ses frères sont Dorieus, son aîné, et Cléombrote, son cadet. Cléomène Ier, le plus âgé, est quant à lui son demi-frère. Il épouse d'ailleurs la fille de ce dernier, Gorgô, avec laquelle il a un fils, son successeur, le roi Pleistarchos. Le règne de Léonidas débute avec le suicide de Cléomène.

### Léonidas et la bataille des Thermopyles
Dans les années 490 av. J.-C., le roi achéménide Darius Ier prépare une invasion de la Grèce continentale. Se trouve alors à sa cour le roi spartiate en exil Démarate. Selon Hérodote, ce dernier prévient ses concitoyens d'une attaque imminente par un message secret, ce qui pousse Sparte à demander conseil à l'oracle de Delphes. Conformément à la tradition, Apollon fournit une réponse ambiguë :

« Pour vous, citoyens de la vaste Sparte,
Votre grande cité glorieuse ou bien sous les coups des Perséides
Tombe, ou bien elle demeure ; mais sur la race d'Héraclès,
Sur un roi défunt alors pleurera la terre de Lacédémon
Son ennemi, la force des taureaux ne l'arrêtera pas ni celle des lions,
Quand il viendra : sa force est celle de Zeus. 
Non, je te le dis,
II ne s'arrêtera pas avant d'avoir reçu sa proie, ou l'une ou l'autre. »

En d'autres termes, ou bien Sparte perdra son roi pendant la bataille, ou bien elle sera conquise. Aucun roi spartiate n'étant jamais mort à la guerre, le message est très décourageant pour la cité. Sparte décide alors d'envoyer deux hérauts choisis parmi l'aristocratie pour se rendre auprès de Xerxès qui a succédé à Darius. Selon Hérodote, il s'agit d'apaiser la « colère de Talthybios », héraut légendaire de l’Iliade, qui s'abat sur Sparte après que la cité a mis à mort le héraut envoyé par Darius en 492 av. J.-C.. Plus prosaïquement, il s'agit probablement de rechercher une issue diplomatique plutôt que militaire à la crise. Xerxès refuse tout compromis et ne prend même pas la peine de réclamer la terre et l'eau, symboles de la suzeraineté achéménide.
À l'automne 481, ce que l'historiographie appelle la Ligue de Corinthe se réunit sur l'isthme de Corinthe et choisit Sparte à sa tête. Elle décide l'envoi d'une force armée sous le commandement de Léonidas pour défendre le défilé des Thermopyles, afin de retenir les Perses et laisser à la flotte grecque le temps de se replier au-delà du détroit que forme l'Eubée avec le continent. Selon Hérodote, les forces grecques envoyées aux Thermopyles représentent en tout 6 000 soldats : 300 hoplites spartiates, 1 000 Tégéates et Mantinéens, 600 Orchoméniens, 400 Corinthiens, 200 Phliontiens, 80 Mycéniens, 700 Thespiens et 400 Thébains loyalistes. Face à eux se trouveraient 1,7 million de Perses. Ce chiffre est reconnu comme fantaisiste, d'autant qu'Hérodote se trompe dans son calcul des Péloponnésiens présents, mentionnant 3 100 hommes alors qu'il cite ailleurs une inscription faisant état de 4 000 soldats. Le même chiffre réapparaît encore ailleurs comme le nombre de morts des Thermopyles. Pour ce qui est des Grecs, d'autres sources montrent que le contingent lacédémonien comprend également 900 ou 1 000 Périèques, sans oublier les Hilotes qui servent de valets d'armes. S'agissant des Perses, on a supposé qu'Hérodote confondait les termes « chiliarchie » (10 000) et « myiarchie » (1 000), évaluant ainsi les forces comme étant dix fois plus importantes qu'elles ne l'étaient. Dès lors, les forces perses présentes à la bataille des Thermopyles seraient plutôt de 210 000 hommes et 75 000 animaux.
Quoi qu'il en soit, le rapport de force numérique est clairement en faveur des Perses. Selon les Spartiates, il s'agit d'une simple avant-garde, le reste des troupes devant arriver dès la fin de la fête des Karneia et des Jeux olympiques. Pour Léonidas, il s'agit clairement d'une mission kamikaze : il ne choisit parmi les 300 hoplites qui constituent sa garde personnelle que des citoyens ayant déjà donné naissance à des fils. Par conséquent, il ne s'agit pas seulement d’Hippeis, corps d'élite composé parmi les dix premières classes d'âges mobilisables, mais d'un mélange d’Hippeis et de soldats ordinaires.
Après avoir pris position aux Thermopyles, les Grecs repoussent victorieusement plusieurs attaques perses : situés à l'endroit le plus resserré du défilé, ils se battent en rangs très serrés et sont bien protégés par leurs grands boucliers. Après quelques jours, les Grecs sont trahis par un certain Éphialtès : Léonidas se retrouve encerclé par les troupes du satrape Hydarnès. Hérodote rapporte que pour certains, les Grecs ne parviennent à se mettre d'accord sur l'attitude à prendre : certains abandonnent leur poste pour rentrer dans leur cité respective, alors que Léonidas décide de rester. Selon Hérodote, Léonidas renvoie la majorité de ses troupes pour épargner leur vie, mais juge inapproprié pour un Spartiate d'abandonner sa position ; l'oracle rendu par la Pythie ne fait que renforcer sa détermination. Il garde auprès de lui les Lacédémoniens, les Thébains et les Thespiens volontaires.
La description de la fin de la bataille varie suivant la source. Chez Hérodote, Léonidas et ses hommes se portent à l'endroit le plus large du défilé et combattent jusqu'au dernier. Diodore de Sicile et Justin abrégeant Trogue Pompée mentionnent une attaque nocturne contre le camp perse : les Grecs, semant le désordre dans les troupes ennemies, en massacrent un grand nombre avant de tomber, encerclés, sous les flèches et les javelines perses — récit très probablement fantaisiste, le camp de Xerxès étant éloigné de celui des Grecs de près de 8 kilomètres.
Plus tard, la dépouille de Léonidas est transférée à Sparte où un magnifique mausolée lui est consacré tandis que des fêtes, appelées Léonidées, sont instituées. Il fait également l'objet d'un culte héroïque.

## Postérité

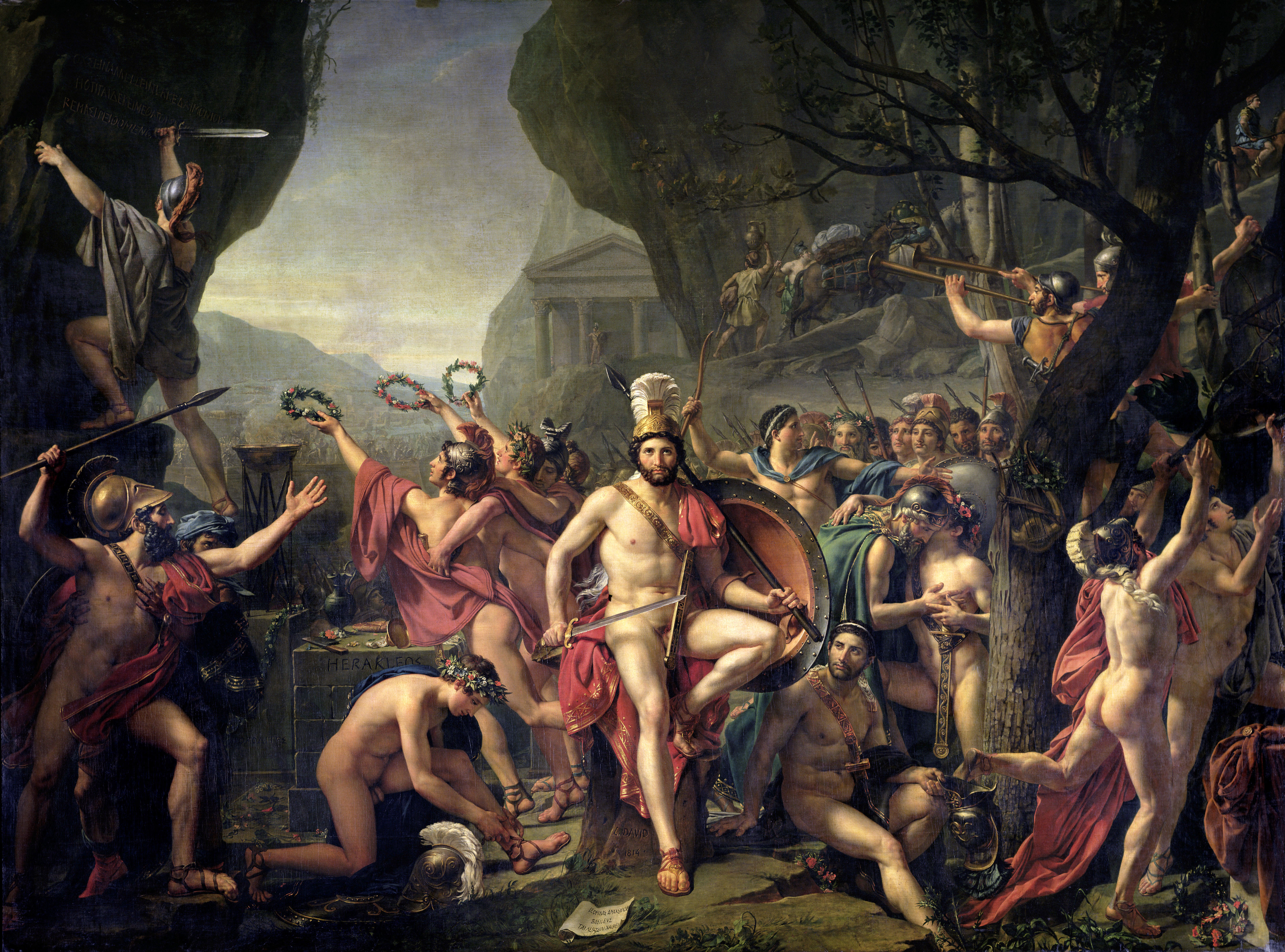
Léonidas aux Thermopyles par Jacques-Louis David, 1814, musée du Louvre.

Avec Othryadès, héros de la bataille des Champions, Léonidas est l'un des Spartiates les plus cités par les Anciens, notamment par les épigrammatistes de l’Anthologie grecque. Aux débuts de l'ère chrétienne, Origène compare son sacrifice et celui de Socrate à la mort du Christ.
À l'époque moderne, Léonidas reste une figure héroïque, glorifiée pour son combat pour la liberté. Fénelon en fait le monarque parfait dans ses Dialogues des morts. Il inspire à Jacques-Louis David, en 1814, son tableau Léonidas aux Thermopyles. Le peintre écrit : « Je veux peindre un général et ses soldats se préparant au combat comme de véritables Lacédémoniens, sachant bien qu'ils ne s'échapperont pas. […] Je veux caractériser ce sentiment profond, grand et religieux qu'inspire l'amour de la patrie ».
Quelques années plus tard, Léonidas devient l'emblème du philhellénisme. Ainsi, le siège de Missolonghi, pendant la guerre d'indépendance grecque, est comparé à une nouvelle bataille des Thermopyles. En 1826, le journal français Le Constitutionnel clame que « tous sont morts comme Léonidas » tandis que le Journal des débats souligne que « les Hellènes sont les dignes descendants de Léonidas ».
En 1877, Victor Hugo publie la nouvelle série de La légende des siècles dans laquelle il écrit le poème en alexandrin, Les Trois Cents.
Au début de 1943, la propagande allemande ayant comparé à Léonidas le maréchal Paulus assiégé à Stalingrad, Marie-Joseph Bopp écrit dans son journal : « Léonidas n'est pas mort à Stalingrad. Il a simplement hissé un drapeau blanc et a capitulé ».

En 1955, une statue en bronze de Léonidas est érigée aux Thermopyles. Un signe, sous la statue, se lit simplement : Μολὼν λαβέ (« Viens (les) prendre »), ce qui fut la réponse laconique de Léonidas lorsque Xerxès proposa d'épargner la vie des Spartiates s'ils abandonnaient leurs armes. Une autre statue, également avec l'inscription Μολὼν λαβέ, est érigée à Sparte en 1968.
En 1962 au cinéma, Léonidas apparaît notamment dans La Bataille des Thermopyles de Rudolph Maté, film dans lequel il est incarné par Richard Egan. En 2007, puis en 2014, le personnage est mis en scène dans 300 de Zack Snyder, fondé sur la bande dessinée du même nom de Frank Miller, et sa suite 300 : La Naissance d'un empire, films dans lesquels il est incarné par Gerard Butler.
Sorti le 5 octobre 2018 dans un jeu d'action-RPG développé par Ubisoft Montréal, Léonidas apparaît dans Assassin's Creed Odyssey. Une séquence jouable en début de jeu lui est consacrée, durant la bataille des Thermopyles. Le personnage principal du jeu est le petit-fils ou la petite-fille de Léonidas.
En 2018, d'après une analyse sur la toponymie des rues de la ville de Paris publiée par le quotidien Le Figaro, il apparaît que la « rue Léonidas » située dans le quartier de Plaisance (14e) est dédiée au personnage le plus ancien de la capitale, pour être né en 540 av. J.-C..
En 2019, Léonidas apparaît dans Fate/Grand Order Absolute Demonic Front: Babylonia comme personnage secondaire en tant que l'un des servants invoqués par Gilgamesh.

### Musique
- Peplum par Médine (2008).
- Sparta de Sabaton (2016).
- Leonidas de Belik Boom (2016) — « Biographie de Belik Boom », sur Last.fm (consulté le 27 décembre 2021).

### Littérature
- Dans le manga Valkyrie Apocalypse (Record of ragnarok, 2017), scénarisé par Fukui Takumi et Umemura Shinya et dessiné par Ajichika, il fait partie des combattants pour l'humanité. Cf. « Valkyrie Apocalypse », sur nautiljon.com (consulté le 13 juillet 2022) et (en) « Shuumatsu no Walküre », sur MyAnimeList.net (consulté le 13 juillet 2022).

### Sources antiques
- Hérodote, Histoires [détail des éditions] [lire en ligne], VII, 204–224.
- Plutarque, Vies parallèles [détail des éditions] [lire en ligne], Lycurgue, XIV, 8 ; XX, 1 ; Thémistocle, IX, 1 ; Pélopidas, XXI, 3 ; Agis, XIV, 5 ; Cléomène, II, 4 ; Artaxerxès, XXII, 3.